# Tkalački stan
Tkalački stan je sprava za izradu tekstilnih predmeta tkanjem.

## Opis
Stan se sastoji iz dvije stranice ili stative sklopljene u okviru četverokutnog oblika.Vertiklano postavljene stative zvane noge ugrađene u podnice koje su među sobom fiksirane stegama. Na podnice se stavlja daska na kojoj se sjedi prilikom tkanja. 
Tu se prednja i zadnja vratila koja su postavljena u udubljenja na nogama. Prednje vratilo je sredinom prorezano da bi se početak osnove mogao fiksirati. 
Vratila imaju otvore, a na zadnjem vratilu se ubacuje duži štap zvani zapinjača, da bi zatezao osnovu. Na prednjim vratilima se stavljaju manje daščice tzv. baba i did, a služe za opuštanje osnove. Na gornje stative poprijeko stavljaju se dvije tanje daščice tzv. poprijeke brdilice o koje se fiksiraju: brdo s brdilom i nit, koja su vezana s konopom za podnožnji kojima se regulira zijev u osnovi za vrijeme tkanja. Drvo iz kojeg se radi stan je uglavnom od bukve.